# 闇ドル
闇ドル（やみドル）とは、法律では禁じられているにもかかわらず、現地通貨を米ドルと両替する（闇両替という）などの違法な手段で両替したドルをいう。

## 解説
本来「ブレトン・ウッズ協定の日本における、違法に入手された（当時の外貨割当制度による許可を受けていない）米ドル」を指した用語だったが、諸外国、特に東側諸国や後のドルペッグ制諸国でも同様な状況にあり、そこへも普遍化された用語。
前者はブレトン・ウッズ協定期や直後のスミソニアン協定の全期間を通じ固定為替レートに比べドル高で有り続け、同固定為替レートは円高で有り続けた事を示している。
当時は海外に出るためにはほぼ必須（個人的土産用に公務員ですら使っていたとも）で、変動為替相場制化と為替の自由化（今日それでも制限は残る）により随分縮小したが、武器・違法薬物・違法カジノなどの違法商品取引・違法サービスの為に今日も若干残り続けている。